# Захаровская (Устьянский район, у реки Кокшеньга)
Захаровская — деревня в Устьянском районе Архангельской области.

## География
Находится в южной части Архангельской области на расстоянии приблизительно 30 км на юг-юго-запад по прямой от административного центра района поселка Октябрьский на левобережье реки Кокшеньга.

## История
В 1859 году здесь (деревня Тотемского уезда Вологодской губернии) было учтено 5 дворов. До 2004 года входила в Минский сельсовет. До 2022 года была в составе Ростовско-Минского сельского поселения до его упразднения.

## Население
Численность населения: 53 человека (1859 год), 6 (русские 100 %) в 2002 году, 2 в 2010.